# Miami Ink
 (septembre 2015).
Miami Ink est une émission de télé réalité qui suit les évènements d'un salon de tatouage à Miami Beach en Floride. L'émission débuta en 2005 sur la chaine américaine TLC, et se termina en 2008 par la diffusion de la sixième et dernière saison.
L'émission fut suivi des spin-off LA Ink, London Ink et NY Ink.
En France, l'émission est diffusée sur la chaîne de la TNT Numéro 23 à partir de janvier 2013.

## Histoire
Le salon s'appelant 305 ink (305 étant l'indicatif téléphonique de Miami) est codirigé par les tatoueurs Ami James et Chris Núñez. Le salon se compose aussi de Chris Garver, Darren Brass, et Yoji Harada. Kat Von D devint un membre permanent de l'équipe durant 2 saisons jusqu'à ce qu'elle se fasse virer et lance sa propre émission LA Ink. Un autre spin-off de l'émission vit le jour s'intitulant London Ink, dans la capitale anglaise, sur la chaine Discovery Channel en 2007. En octobre 2008 un troisième spin-off apparu avec Rio Ink se passant au Brésil. 
Le salon original de Miami Ink est devenu un magasin de vêtement pour la marque Deville, désormais James et Núñez ont ouvert un nouveau salon appelé LoveHate tattoo dans la même rue.
Depuis 2011, un quatrième spin-off, NY Ink, diffusé sur la chaîne américaine TLC, narre les aventures d'Ami James dans son nouveau salon de tatouage, Wooster St. Social Club, basé à New-York.

## Artistes tatoueurs
- Ami James
- Chris Núñez
- Chris Garver
- Darren Brass
- Yoji Harada
- Saru Sammyr
- Tim Hendricks (Saison 6)
- Kat Von D (Saison 1-4)

## Clients célèbres
- Evan Seinfeld - Musicien de Biohazard
- Sunny Garcia - surfer pro
- Bam Margera - skateur pro, animateur télé (Jackass)
- Mark Zupan - Athlète - Murderball
- H2O - groupe
- Phil Varone - Musicien - Skid Row
- Anthony Bourdain - personnalité télévision
- Harold Hunter - Skateur pro
- Lloyd Banks - Rappeur
- Johnny Messner - Acteur
- Jesse Hughes - Musicien- Eagles of Death Metal
- Ivy Supersonic - créateur de mode
- Chris Jacobs - présentateur tv de TLC Overhaulin'
- Fieldy Musicien - Korn
- Craig Ferguson - Comédien
- Randy Orton - catcheur WWE
- A. B. Quintanilla - Producteur américain
- Paul Teutul senior - American Chopper
- Paula Meronek - MTV The Real World
- MickDeth - Bassiste de Eighteen Visions
- DJ Skribble - DJ
- Mr. J. Medeiros - Rappeur
- Gianna Lynn - actrice porno
- Jeffree Star - chanteur
- Marc Salyers - basketteur